# رناته لینگور
رناته لینگور (زادهٔ ۱۱ اکتبر ۱۹۷۵ در کارلسروهه، آلمان) بازیکن بازنشستهٔ تیم ملی فوتبال زنان آلمان است.